# Comitatul Beaverhead, Montana
Comitatul Beaverhead , conform originalului din engleză,  Beaverhead County, este unul din cele 56 comitate ale statului american  Montana.

## Geografie

### Comitate învecinate
- Comitatul Ravalli, Montana - nord-vest
- Comitatul Deer Lodge, Montana - nord
- Comitatul Silver Bow, Montana - nord
- Comitatul Madison, Montana - est
- Comitatul Fremont, Montana - sud-est
- Comitatul Clark, Montana - sud
- Comitatul Lemhi, Montana - vest

## Demografie

Situaţia demografică

### Orașe principale
- Dillon
- Lima
- Wisdom

### Drumuri importante
- Interstate 15
- U.S. Highway 91
- Montana Highway 41
- Montana Highway 43